# 安布羅西奧·斯皮諾拉

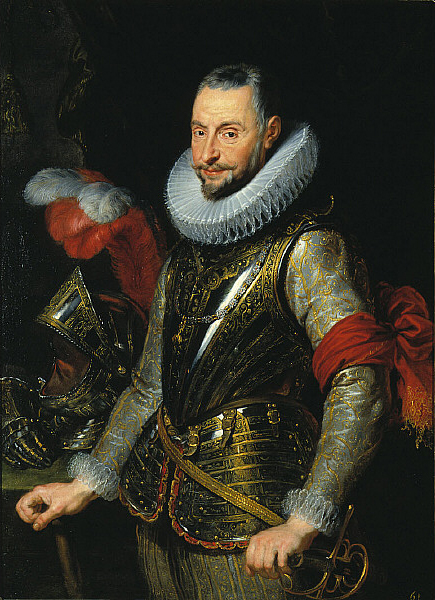
安柏吉奧·斯皮諾拉

唐·安柏吉奧·斯皮諾拉，第一代巴卑斯侯爵（Don Ambrogio Spinola Doria, 1st Marquis of the Balbases，1569年—1630年9月25日），出生在熱那亞，金羊毛騎士團、聖地牙哥騎士團成員，具有偉大的將軍（西班牙語：El Gran Capitán）之稱號。他以熱那亞貴族的身分，擔任西班牙的知名將軍，並為西班牙王室贏得許多重要戰役。通稱「安布羅西奧」。他被認為是那時代最偉大的將領之一，同時也是西班牙軍事史上最偉大的將領之一。

## 家庭與從軍

### 豪門子弟
1569年，安布羅西奧出生在熱那亞，是家裡的長男。斯皮諾拉家族長久以來一直是熱那亞共和國的豪門貴族，所以他算的上是身世優良。在16世紀，熱那亞共和國是西班牙帝國的附庸，許多銀行家掌握著西班牙的財政，而其中最大的兩個家族就是斯皮諾拉和多里亞，互相爭奪共和國政府的實權，然而多里亞家族無疑占了上風。
多里亞家族世代海軍，因此在海事盛行的熱那亞勢力龐大，為了與之抗衡，安布羅西奧的幾個弟弟為西班牙服役，希望藉此謀得軍功和利益，其中最優秀的一位弟弟費德里柯更在佛蘭德軍中享有名譽。身為長男，安布羅西奧有必要為家族留下子嗣，因此早年留在熱那亞經營家業、參加政治，而沒有離開熱那亞。他在1592年娶一位貴族千金為妻，一生留有二子一女。
他在熱那亞的政治生涯並不如意，在一場訴訟中，他試圖阻止多里亞家族的族長圖爾西伯爵購買薩萊諾家族的宮殿，後來因為情況不利而抽身，放棄干涉此一案件，轉而投身西班牙軍旅生涯。

### 初入軍職
1602年，安布羅西奧和弟弟費德里柯與西班牙政府重新簽署傭兵合約，大哥帶領9,000名倫巴底傭兵從陸路前往佛蘭德，弟弟則率領槳帆船從海路北上。
費德里柯曾在1599年成功闖過多佛海峽，因此提議從尼德蘭以槳帆船入侵英倫群島，但是西班牙議會只給了他八艘船，還是用他自己的財富支付費用。費德里柯先在葡萄牙外海的交戰中損失兩艘船，隨後又在狹海海戰中慘敗給英荷艦隊，再損失三艘，但是仍將最後三艘船駛至斯勒伊斯，加入那裏的西班牙艦隊。
此時安布羅西奧也帶著自己雇用的傭兵經過知名的「西班牙道路」前往佛蘭德，並被要求等待入侵英國的計畫，停留原地。他在1602年年底曾回到義大利招募更多士兵，但苦無機會表現。
不幸的是，在1603年的斯勒伊斯海戰中，費德里柯指揮的西班牙艦隊大敗，他本人也陣亡，用槳帆船入侵英倫群島的計畫宣告流產，斯皮諾拉家族也折損一名成員。

## 一鳴驚人
當34歲的安布羅西奧·斯皮諾拉終於收到作戰命令時，西屬尼德蘭總督阿爾布雷希特大公正與荷蘭共和國激烈戰鬥，他盡可能動員所有資源攻打奧斯滕德，可惜兩年的血戰中寸步難進，於是嘗試讓斯皮諾拉代理指揮。
斯皮諾拉很快就證明自己的軍事天分，在有效的統帥下逐步壓迫奧斯滕德的守軍，從1603年9月29日接掌兵權開始，他專注攻打城市的西南邊，以猛烈的炮火粉碎抵抗。雖然他未能阻止荷蘭軍統帥——拿騷的莫里斯攻陷斯勒伊斯，奧斯滕德依然在1604年投降，這場代價不斐的勝利足以彌補圍城期間的其他損失，儘管奧斯滕德經過數年激戰已接近廢墟，城市內外躺滿數萬屍體和傷殘。
攻陷奧斯滕德為斯皮諾拉贏得阿爾布雷希特的信任和軍界的高評價，他在隔年被召喚到西班牙報告，並在那裏得到金羊毛騎士團成員和佛蘭德軍總司令的職位。
面對拿騷的莫里斯此一強勁的敵手，斯皮諾拉在1605年證明自己不遜於對方，他以一連串精心計畫的佯動和圍攻壓制荷蘭陸軍，剛被荷蘭攻陷的天主教城市奧爾登札爾不戰而降，林根也淪陷，艾瑟爾河以南的荷軍倉皇北撤。1606年，斯皮諾拉發起另一波攻勢，一度入侵荷蘭腹地，並攻陷赫龍洛，造成起義軍一片恐慌；莫里斯幾個月後試圖奪回赫龍洛，但是計畫不夠周密且遭到斯皮諾拉反擊，宣告失敗。
1606年年底，他再次前往西班牙報告和接受獎賞和任命，這次他收到一個秘密任務，授權他在阿爾布雷希特大公去世後代掌低地國政府以穩定情勢，但是當他申請西班牙大貴族的頭銜和軍費時，議會冷漠地拒絕他。為了避免斯皮諾拉的不斷上訴，西班牙政府用各種方法將他驅回低地國，最後終於使斯皮諾拉付出的財產有如丟入水中，再也沒有拿回。

## 不和平的戰間期
1609年，荷蘭和西班牙停止了陷入僵局的戰爭，簽訂12年的和平協約（和平因為1621年的重新開戰而結束）。斯皮諾拉在停戰後繼續任職於布魯塞爾。當法國的孔代親王逃到布魯塞爾尋求政治庇護時，斯皮諾拉也負責了溝通協調的工作。
到了1611年，斯皮諾拉一度破產，不過西班牙政府也授予他一直希求的大貴族頭銜，算是一點補償，而他的職位和家產也使他能逐漸回復損失的財富。1614年，西班牙介入於利希─克利夫斯─伯格聯合公國繼承戰爭，斯皮諾拉在八月進軍德意志，攻陷亞琛等數個城鎮，但是在即將和荷蘭軍隊爆發衝突時，斯皮諾拉和莫里斯進行了協調，維持住和平協約，也避免了更大的衝突發生。

## 戰火重啟
1618年，三十年戰爭爆發，西班牙政府決定出兵支援奧地利盟友，斯皮諾拉於是在1620年進軍新教陣營的普法爾茨選侯國。
天主教陣營對普法爾茨的攻勢相當順利，斯皮諾拉的兩萬五千人陸續攻陷不少城鎮，其中兩座大城市由他親自攻陷：奧彭海姆因為主力部隊被誘走而無力堅守，於利希的荷蘭守軍在承受圍攻五個月後放棄。在斯皮諾拉初步的勝利後，天主教陣營向普法爾茨派遣更多軍隊，由巴伐利亞將領蒂利伯爵和貢薩洛·德·科爾多巴（和祖先同名的西班牙將領）指揮，最後終於在1622年瓜分了普法爾茨。
普法爾茨的攻略讓斯皮諾拉得到提督之位，但是他在接下來的貝亨奧普佐姆圍攻（1622）裡無法阻止荷蘭海軍的補給，被迫撤退，埋下日後被抨擊的汙點。1624年，斯皮諾拉不顧西班牙政府的反對，出兵圍攻布雷達。布雷達是一座堅固的要塞，有相當的守軍駐紮，荷蘭和英國也隨時有可能出兵解救，國王和首相的憂慮相當合理。
出乎大部分人的意料之外，斯皮諾拉經過長達十一個月的激戰，中間抵擋了新教聯軍的兩輪救援，竟能迫使布雷達守軍投降，震驚全歐，成為他生涯中最偉大的勝利。

## 晚年與去世
在斯皮諾拉圍攻布雷達的同時，荷蘭軍隊在繼任執政奥兰治亲王弗雷德里克·亨德里克的指揮下重奪赫龍洛，勉能彌補布雷達的損失，也讓他再受政敵譴責。因為軍費匱乏，更遇到新任首相奧利瓦雷斯公爵的忌妒和批評，斯皮諾拉決定辭去佛蘭德軍的指揮官職權，前往馬德里處理政務，他在那裏備受冷落。
1629年，西班牙政府再次啟用斯皮諾拉，派他去參加曼托瓦爵位繼承戰爭（1628-1631），著名的畫家彼得·保羅·魯本斯（當時為西班牙王室工作）推薦另一位名畫家委拉斯開茲陪他去義大利。委拉斯開茲帶著斯皮諾拉遊歷義大利，在各處觀賞名畫，兩人結為摯友。
在米蘭總督的任上，斯皮諾拉仍持續受到首相奧利瓦雷斯公爵的政治抨擊，同時他年邁且經歷三十年戰爭生涯的身軀已無法繼續支持，於1630年去世於軍營裡，死前喃喃說著「榮耀」與「評價」等詞語。

## 影響
斯皮諾拉的戰績顯赫，特別是他的對手並非泛泛之輩，更顯難得。他和莫里斯的荷蘭軍事學派想法相似，都著重於城鎮的圍攻而非野地決戰，也因此一生都沒有打過會戰。
斯皮諾拉並沒有作出重要的革新，但是他證明西班牙軍隊只要能有稱職的指揮官，絕對仍能締造出輝煌的勝利。西班牙帝國的榮耀尚未衰退，只看有沒有優秀的繼承者帶領軍隊延續勝利了。
他死後，維拉斯奎茲於1635年奉國王命令畫了「布雷達之降」這幅畫，是關於斯皮諾拉的畫作中最知名的作品（見下方畫冊）。

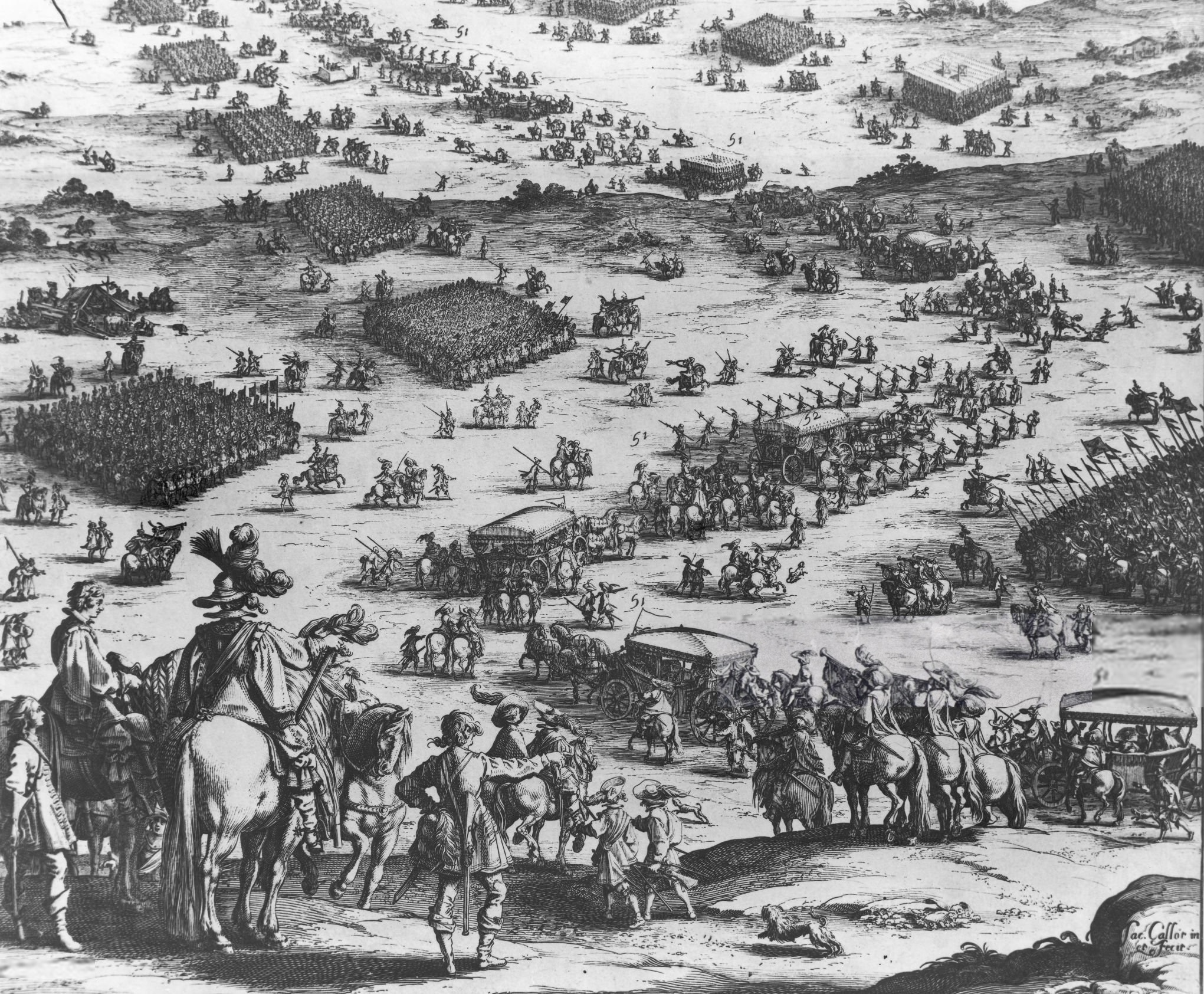
包圍布雷達要塞（英语：Siege of Breda (1624)）.
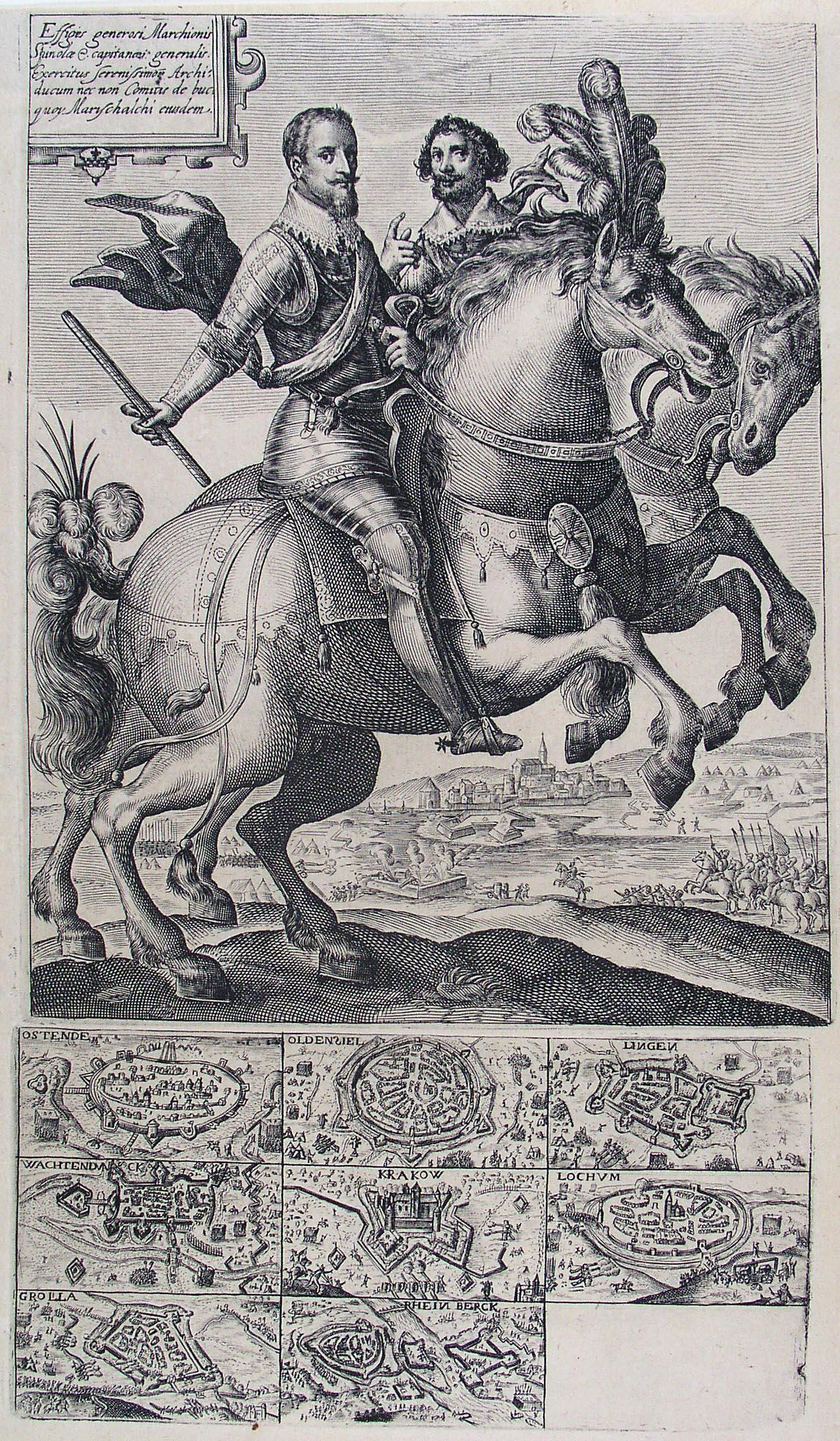
斯皮諾拉的征服（克里斯平·馮·德·帕斯（英语：Crispijn van de Passe）繪）.
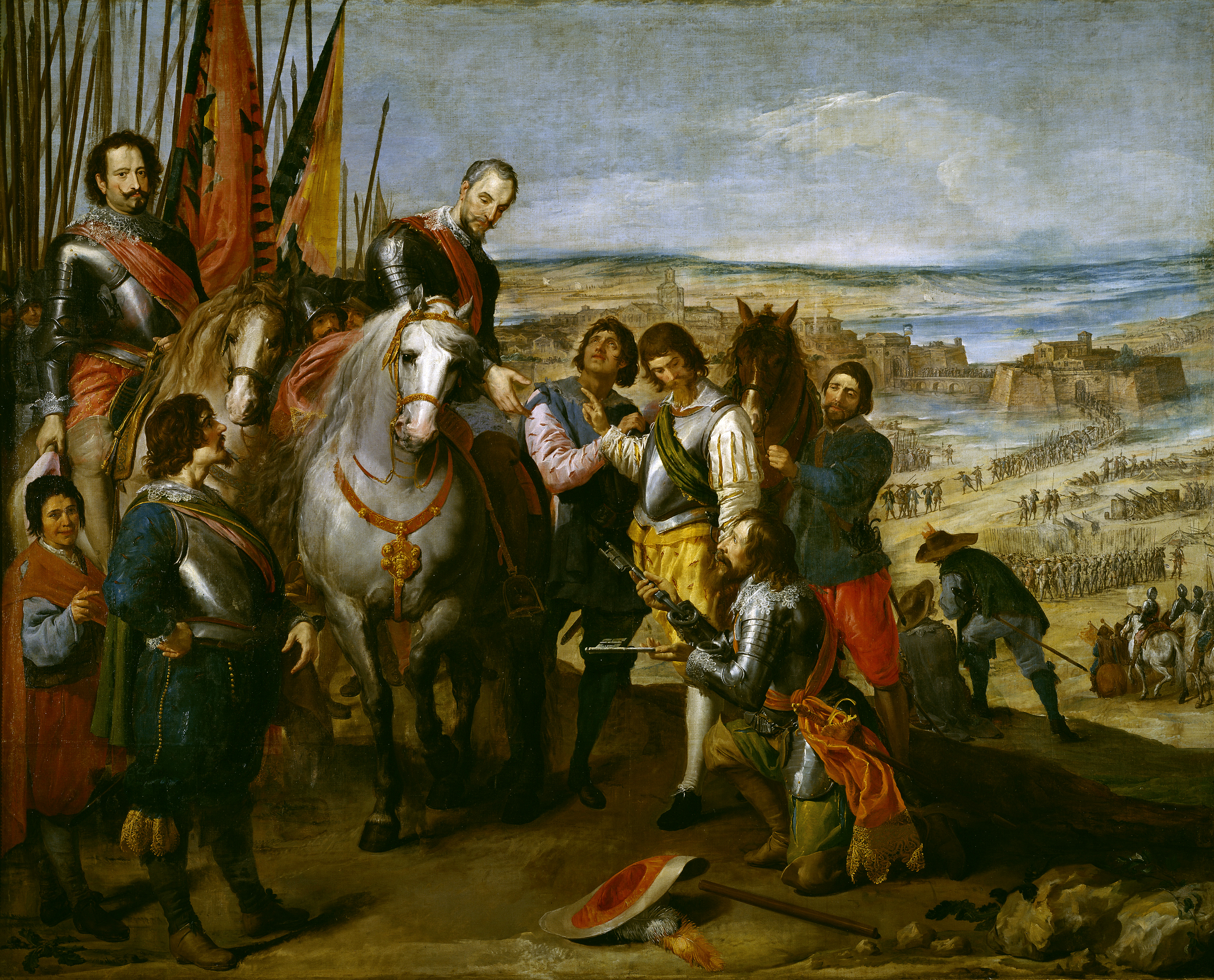
「諸林之降（英语：Siege of Jülich (1621–22)）」，1635年由約瑟普·李奧納多（英语：Jusepe Leonardo）繪，收藏於馬德里的普拉多博物館.
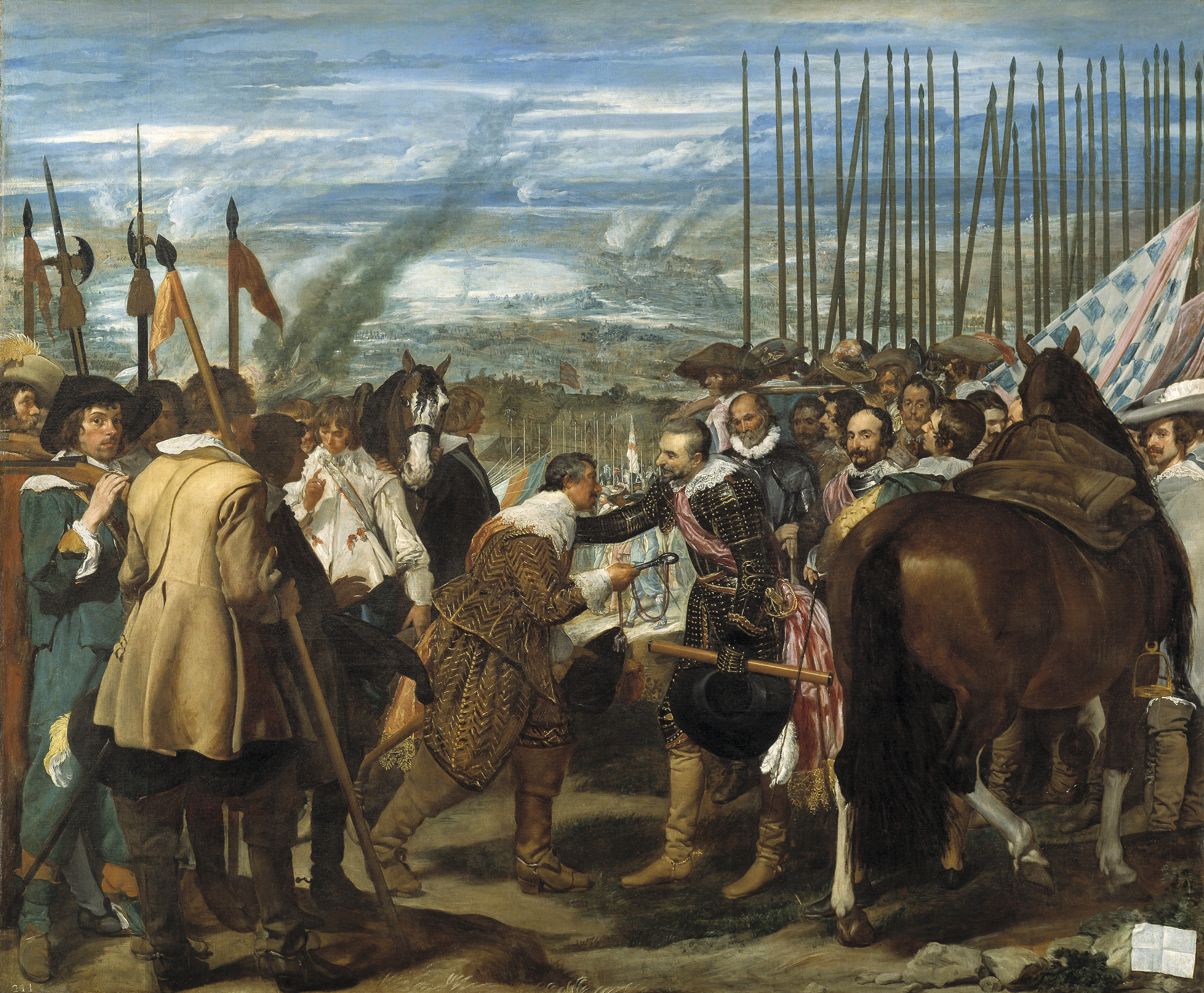
「布雷達之降」，由國王腓力四世指定委拉斯開茲繪作，為安布罗西奥·斯皮诺拉死後五年時作（1635年），同樣收藏於馬德里的普拉多博物館.